# Huszár Mihály
Huszár Mihály (Vasalja, Vas vármegye, 1874. július 28. – Sárvár, Vas vármegye, 1941. január 17.) római katolikus esperes-plébános (1909–1941), címzetes bihari apát (1921), országgyűlési képviselő (1926–1941).

## Élete
Római katolikus vallású családban született a Vas vármegyei Vasalján, apja takácsmester volt. A szombathelyi premontrei gimnáziumban érettségizett, majd a budapesti tudományegyetemen végzett teológiai tanulmányokat. Teológiai diplomája megszerzését követően, 1897. július 11-én szentelték pappá. Vámoscsaládon, Kőszegen és Szombathelyen volt káplán, közben egy ideig Répceszentgyörgyön ideiglenes adminisztrátor. Helyettes plébánosként 1909. novemberétől 1911. júiusáig a Zala vármegyei Salomváron, majd immár kinevezett plébánosként, 1918. decemberének végéig Rábakovácsiban (ma Meggyeskovácsi) működött. Utóbbi helyszínen renováltatta a plébániát és új orgonát is építtetett.
1919. januárjától lett Sárvár esperes-plébánosa, attól az időtől kezdve rendszeresen részt vett vármegyéje politikai és társadalmi közéletében. Tagja volt Vas megye törvényhatósági bizottságának, és élénk működést fejtett ki a térség sajtójában is, sok cikke jelent meg időszerű gazdasági és kulturális kérdésekről. Igazgató-választmányi tagja volt a Vasvármegyei Gazdasági Egyesületnek. Működési ideje alatt történt meg 1926-27-ben a sárvári Szent László-templom átépítése és bővítése – az épület ezzel nyerte el mai formáját –, illetve 1938-39-ben ugyanott a mennyezeti freskók elkészíttetése is.
Előszeretettel foglalkozott az ifjúságneveléssel: sok érdemet szerzett a leventemozgalom fejlesztése terén, elnökként irányította a helyi Katolikus Legényegyletet és elnöke volt a katolikus iskolaszéknek is, az állami iskolának pedig gondnoka. Ugyancsak ő alapította Sárváron a Katolikus Úrileányok Egyesületét is, amely elsősorban programok szervezésével, ismeretterjesztő előadások tartásával járult hozzá a városi kulturális élet gazdagításához, de jótékonysági téren is jelentősen mentesítette a települést a szegények ellátásának terheitől.
Már az 1920-as évek derekán bekapcsolódott az országos közéletbe: az 1926–1931 közti parlamenti ciklusban Vasvár választókerületét képviselte, keresztény gazdasági párti programmal. A következő két országgyűlési választáson, 1931-ben és 1935-ben a sárvári kerületből nyert el mandátumot – 1931-ben ellenjelölt nélkül, 1935-ben kemény párharcban Eőry Vilmos városbírót, kormánypárti jelöltet legyőzve –, 1939-ben pedig az Egyesült Keresztény Párt Vas megyei listájáról jutott be a képviselőházba, aminek akkor már egyik legtekintélyesebb lelkész tagja volt. Többször keltett feltűnést a Parlamentben szociális tárgyú beszédeivel.
1940-ben még felszentelte a sárvári kórház kápolnáját, majd nem sokkal később, 1941 január közepén elhunyt. Először a temetőkápolna kriptájában temették el, majd miután elkészült a templom oltára mögött számára készített kripta, 1943. június 29-én ott helyezték nyugovóra. Vagyonát alapítványként szegényekre és hadiárvákra hagyta.

## Emlékezete
- Emlékét szülőfalujában, a helyi katolikus templom kertjében emlékmű őrzi, 2022. augusztusa óta. Az emlékállítás kezdeményezője a vasaljai Kulturális és Faluszépítő Egyesület volt, amely pályázati támogatással nyerte el annak lehetőségét. Az emlékmű Horváth József körmendi kőfaragó munkájaként készült el, avatásánál Fekete Szabolcs Benedek szombathelyi segédpüspök celebrált ünnepi szentmisét.[2]
- Életrajzát ugyancsak Vasalján egy helyi kutató, Gombás Imre Gábor dolgozta fel, ennek rövidített változata 2015-ben jelent meg a Vasalja község értéktára című kiadványban. 2022-re a szerző tovább folytatott kutatásainak köszönhetően mintegy hetvenoldalasra bővült az életrajz, az új kötetet az emlékmű avatásával egy napon mutatták be.[2]